# Pouce Coupe
Pouce Coupe ist ein Dorf im Nordosten der kanadischen Provinz British Columbia. Die Gemeinde gehört zum Peace River Regional District und liegt nahe der Grenze zur Provinz Alberta.

## Lage
Die Gemeinde liegt östlich der Kanadischen Rocky Mountains und westlich des Pouce Coupé River. Pouce Coupe wird in Nord-Süd-Richtung vom Highway 2 passiert und liegt etwa 10 km südlich von Dawson Creek.

## Geschichte
Die örtliche Geschichte reicht lange zurück, bevor diese Gegend von europäischstämmigen Einwanderern besiedelt wurde. Die Gegend war sie Siedlungs- und/oder Jagdgebiet verschiedener Stämme der First Nations, hier hauptsächlich der Dane-zaa.
Über die Namensherkunft des Dorfes gibt es zwei unbestätigte Geschichten.
Am 24. November 1964 erfolgte die Zuerkennung der kommunalen Selbstverwaltung für das Dorf (incorporated als Village).

## Demographie
Die letzte offizielle Volkszählung, der Census 2016, ergab für die Gemeinde eine Bevölkerungszahl von 792 Einwohnern, nachdem der Zensus im Jahr 2011 für die Gemeinde nur eine Bevölkerungszahl von 738 Einwohnern ergab. Die Bevölkerung hat dabei im Vergleich zum letzten Zensus im Jahr 2011 um 7,3 % zugenommen und sich damit stärker als der Provinzdurchschnitt, mit einer Bevölkerungszunahme in British Columbia um 5,6 %, entwickelt. Im Zensuszeitraum 2006 bis 2011 hatte sich die Einwohnerzahl in der Gemeinde sich entgegen der Entwicklung in der Provinz nahezu nicht verändert (plus 1 Einwohner), während sie im Provinzdurchschnitt um 7,0 % zunahm.
Für den Zensus 2016 wurde für die Gemeinde ein Medianalter von 36,0 Jahren ermittelt. Das Medianalter der Provinz lag 2016 bei nur 43,0 Jahren. Das Durchschnittsalter lag bei 37,1 Jahren, bzw. ebenfalls bei 42,3 Jahren in der Provinz. Zum Zensus 2011 wurde für die Gemeinde noch ein Medianalter von 41,3 Jahren ermittelt. Das Medianalter der Provinz lag 2011 bei nur 41,9 Jahren.